# The Man Who Wasn't There
The Man Who Wasn't There —titulada El hombre que nunca estuvo allí en España y El hombre que nunca estuvo en Hispanoamérica— es una película neo-noir de 2001 escrita, dirigida, producida y montada por los hermanos Coen. La película estuvo protagonizada por Billy Bob Thornton, acompañado por Frances McDormand, James Gandolfini, Michael Badalucco, Tony Shalhoub, Scarlett Johansson, Jon Polito y Richard Jenkins. Fue coproducida de forma independiente a través de productoras estadounidenses y británicas. La trama está ambientada en 1949 y relata la historia de Ed Crane, un barbero retraído que lleva una vida común en una pequeña ciudad de California junto a su esposa, de quien sospecha que está teniendo una aventura con su jefe. La situación de Ed cambia cuando un extraño llega a la barbería y le ofrece la oportunidad de unirse a él como socio en nuevo negocio prometedor, a cambio de una inversión de diez mil dólares. Atraído por la idea, Ed planea chantajear al amante de su esposa para conseguir el dinero.
El filme tomó elementos del cine negro clásico como el blanco y negro y la voz en off, al mismo tiempo, se diferenció de este incluyendo música clásica, ambientando la trama en una pequeña ciudad y contando con un protagonista ajeno al mundo del hampa. Los Coen comenzaron a desarrollar la idea a partir de un afiche de cortes de pelo de los años 1940 que vieron mientras rodaban The Hudsucker Proxy. El argumento estuvo en gran medida influenciado por las novelas negras de James M. Cain, principalmente Pacto de sangre, El cartero siempre llama dos veces y Mildred Pierce. En cuanto a la estética, The Man Who Wasn't There se inspiró en cintas de las décadas de 1940 y 1950 —entre ellas La sombra de una duda—, e incluso en películas de ciencia ficción y «documentales baratos» de esas décadas.
El rodaje se llevó a cabo en distintas locaciones de California y originalmente se filmó en color para luego ser convertida a blanco y negro. La cinta se estrenó y participó en la selección oficial del Festival de Cannes de 2001, donde Joel Coen se llevó el premio al mejor director. Tras su estreno en los cines, tuvo una repercusión tibia en la taquilla, sin embargo fue bien recibida por la crítica cinematográfica, que elogió el trabajo de fotografía de Roger Deakins y las actuaciones, en especial el papel del lacónico protagonista interpretado por Thornton. Algunos críticos de medios como The Guardian, BBC y The Austin Chronicle se refirieron a ella como una de las mejores cintas del año. De la misma forma, el National Board of Review la incluyó dentro de sus mejores diez películas del año y le otorgó a Thornton el premio al mejor actor. Deakins recibió una nominación en los Premios Óscar a la mejor fotografía y la película logró múltiples candidaturas y premios por parte de otras organizaciones.

## Argumento
La historia está narrada durante el verano de 1949 en el pueblo de Santa Rosa ubicado al norte de California. Ed Crane (Billy Bob Thornton) es un barbero de carácter melancólico, inexpresivo y reservado casado con Doris (Frances McDormand), una oficial contable con algunos problemas de alcoholismo. Generalmente Ed contesta con no más que un gesto debido a que todo lo que sucede a su alrededor le resulta poco más que inerte. A tal punto que termina por sentirse hastiado de su vida, de aspecto rutinario y aburrido. La barbería donde trabaja pertenece a Frank (Michael Badalucco), su cuñado y también colega, un auténtico charlatán. Una día, en la barbería, Ed conoce a Creighton Tolliver (Jon Polito), un hombre de negocios que está buscando un inversor para desarrollar una nueva tecnología de limpieza en seco. Después de pensarlo, a Ed le resulta convincente la idea y decide invertir. De forma anónima y sutil, Ed chantajea al jefe de su esposa Doris, un veterano de guerra apodado «Big Dave» (James Gandolfini), aprovechando que tiene la completa certeza de que Dave mantiene una relación amorosa con ella. De esta forma, Ed pretende conseguir los diez mil dólares que necesita para formar parte del negocio.
Dave retira el dinero de su empresa —el gran almacén Nirdlinger— para pagar el chantaje. Sin embargo, descubre el plan y golpea a Tolliver hasta que este implica a Ed. Dave confronta a Ed en el almacén e intenta matarlo, pero Ed lo apuñala fatalmente con una navaja para cigarrillos. Después del funeral de Dave, la esposa de este (Katherine Borowitz) se acerca a Ed y le comenta que un día, ella y Dave vieron un ovni. Más tarde, se encuentran irregularidades en los archivos de contaduría del almacén. La policía arresta a Doris por desfalco y por la muerte de Dave. Ed contrata a Freddy Riedenschneider (Tony Shalhoub), un costoso y prestigioso abogado defensor de Sacramento, que llega a la ciudad y se aloja en el mejor y más caro hotel. Este continua viviendo extravagantemente con el dinero de la defensa de Doris, el cual Frank obtuvo hipotecando la barbería. No obstante, Doris se cuelga en su celda durante la mañana antes del juicio. Más tarde se da a conocer que estaba embarazada al momento de su suicidio —aunque hacía años que ya no tenía relaciones con Ed—. Riedenschneider abandona la ciudad indignado y Frank —ahora muy endeudado— empieza a beber mucho.
Ed visita regularmente a Rachel «Birdy» Abundas (Scarlett Johansson), la hija adolescente de Walter (Richard Jenkins), un abogado conocido de Ed, para escucharla tocar el piano. Atormentado por la soledad, se imagina ayudándola a empezar una carrera musical y transformándose en su representante. Su fantasía se termina cuando un profesor de música le dice que Birdy no tiene talento. Conduciendo de vuelta después de visitar al profesor, Birdy se le insinúa a Ed y trata de hacerle sexo oral, provocando que Ed pierda el control del vehículo y colisione. Cuando Ed se despierta en el hospital, dos oficiales de policía le comunican que está bajo arresto por asesinato. El cadáver de Tolliver ha sido encontrado en un lago, junto al contrato de inversión de Ed. La policía cree que Ed obligó a Doris a extraer de la empresa el dinero de la inversión y luego mató a Tolliver para que no revelara el origen del dinero después de que este se diese cuenta. Ed es enjuiciado por el asesinato e hipoteca su casa para volver a contratar a Riedenschneider. La declaración inicial de Riedenschneider al jurado es interrumpida cuando Frank ataca a Ed; el juicio es suspendido. Sin dinero y sin nada más para hipotecar, Ed se lanza a la corte a su suerte. La maniobra no funciona y el juez lo sentencia pena de muerte.
Mientras espera en el corredor de la muerte, Ed escribe su historia para venderla a una revista pulp. Poco antes de su ejecución, Ed ve un ovni en el exterior de la cárcel. Finalmente, una mañana es conducido a la silla eléctrica. Reflexiona sobre su destino, sin arrepentirse de sus decisiones y con la esperanza de ver a Doris en el más allá, ambos libres de las imperfecciones del mundo mortal.

## Reparto
- Billy Bob Thornton como Ed Crane
- Frances McDormand como Doris Crane
- Michael Badalucco como Frank Raffo
- James Gandolfini como «Big Dave» Brewster
- Katherine Borowitz como Ann Nirdlinger Brewster
- Jon Polito como Creighton Tolliver
- Scarlett Johansson como Rachel «Birdy» Abundas
- Richard Jenkins como Walter Abundas
- Tony Shalhoub como Freddy Riedenschneider
- Christopher Kriesa como Oficial Persky
- Brian Haley como Oficial Pete Krebs
- Jack McGee como Detective privado Burns
- Gregg Binkley como The New Man
- Alan Fudge como Dr. Diedrickson
- Lilyan Chauvin como Medium
- Adam Alexi-Malle como Jacques Carcanogues
- Brooke Smith como Prisionera
- Christopher McDonald como Vendedor de macadam
- Jennifer Jason Leigh como Prisionera

## Producción

### Antecedentes
Los hermanos Coen empezaron a escribir el guion a mediados de los años 1990 e hicieron una pausa entre medio para filmar El gran Lebowski; nuevamente disponibles, los hermanos se trasladaron a Irlanda —donde Frances McDormand se encontraba trabajando— para continuar con la escritura. Una vez escrito el guion, los Coen se lo enviaron a los productores Eric Fellner y Tim Bevan de la compañía Working Title Films; tenían intenciones de iniciar la producción en 1999 pero aprovechando la disponibilidad de George Clooney prefirieron dedicarse a otro proyecto: O Brother, Where Art Thou?. Tan pronto finalizó la filmación y montaje de O Brother, Where Art Thou?, a mediados del año 2000 los directores continuaron con The Man Who Wasn't There —en ese entonces titulada provisionalmente The Barber Project—. El proyecto se financió de forma independiente a través de las productoras Gramercy Pictures, Working Title Films y Good Machine —compañía de Ted Hope y James Shamus, quienes más tarde fundaron Focus Features— que reunieron un presupuesto aproximado de veinte millones de dólares.
Sin tener claro aún quien iba a interpretar al protagonista, los Coen escribieron el personaje de Doris —la esposa de Ed Crane— y Frank —el dueño de la barbería— para Frances McDormand y Michael Badalucco, respectivamente. Para protagonizar la cinta, los directores le dieron la oportunidad a un actor con quien no habían trabajado antes, Billy Bob Thornton, que aceptó la propuesta para encarnar al barbero antes de leer el guion: «Sabía que sería bueno. Hay ciertas personas con las que sabes que no puede salir mal», comentó el actor. Mientras que para el rol del jefe y amante de Doris, los Coen convencieron a James Gandolfini, quien según ellos era «perfecto para el personaje». Otros dos actores ya conocidos por los Coen, Jon Polito y Tony Shalhoub, también se sumaron al reparto, completado por Adam Alexi-Malle, Katherine Borowitz, Richard Jenkins y la en ese entonces adolescente Scarlett Johansson. Cuando Jenkins recibió la llamada para asistir al casting su respuesta fue negativa debido a que ya había asistido a tres pruebas de selección para tres producciones anteriores de los Coen, sin éxito en ninguno de los casos. No obstante, los directores finalmente lo eligieron para el rol. Bill Murray fue tenido en cuenta para el papel que finalmente sería de Thornton.

### Filmación
La filmación comenzó el 26 de junio del año 2000 en California y finalizó el primero de septiembre, tras diez semanas de rodaje. La cinematografía de Roger Deakins fue sencilla y tradicional. La mayoría de las tomas se hicieron con la cámara a la altura de la vista, con lentes normales y una larga profundidad de campo. En comparación con las viejas películas de cine negro estadounidense, Deakins usó una amplia gama de grises e intentó crear poco contraste sin muchas sombras fuertes, utilizando menos cantidad de luces y de mayor tamaño. A pesar de estar ambientada en el pasado, utilizó tecnologías contemporáneas y quería que The Man Who Wasn't There reflejara la era en que estaba siendo realizada: «no tratamos de hacer una película vieja», dijo Deakins. Se filmó en formato de 35 mm en color y convertida a blanco y negro durante la postproducción. Ese procedimiento se debió, en parte, a razones técnicas puesto que en las últimas décadas la disponibilidad de rollos de película en blanco y negro era muy escasa. Sin embargo, debido a exigencias contractuales y de marketing, en algunos países se estrenó en color. «La película se hizo para ser vista en color», afirmó Joel Coen, y mencionó que en color se vería «horriblemente fuera de lugar» debido a que la escala de grises neutralizó colores ajenos a la época de ambientación de la trama.

Por un montón de razones intangibles que no son fáciles de explicar, el blanco y negro pareció ser apropiado para la trama. Es una película de un período histórico y el blanco y negro ayuda a la sensación de esa época. Es evocativo para una historia como ésta de maneras que la fotografía en color no lo es.
Joel Coen

El diseño de escenarios y vestuario a cargo de Dennis Gassner y Mary Zophres, respectivamente, debió adaptarse a la ausencia de color, evitando altos contrastes que distrajeran la atención. El blanco y negro también tuvo un efecto en los actores, intensificando algunos elementos: «tan solo un close-up es muy llamativo por las sombras y la sensación de profundidad», dijo McDormand. No obstante, el equipo no perdió de vista la versión en color y diseñó las locaciones evitando los colores luminosos y prefiriendo marrones y grises. La vestimenta de Ed Crane consistió en sacos deportivos y camisas de gabardina y rayón típicas de esos años, sus medias no tenían elásticos en la parte superior y —al igual que los extras— usó ligas para sostenerlas. Entre las prendas femeninas se incluyeron medias con costura, fajas y sostenes puntiagudos. El traje cruzado con solapa en pico del abogado defensor Freddy Riedenschneider estuvo inspirado en Salvador Dalí, según la vestuarista Mary Zophres: «Es un poco inusual para la época y sugiere opulencia».

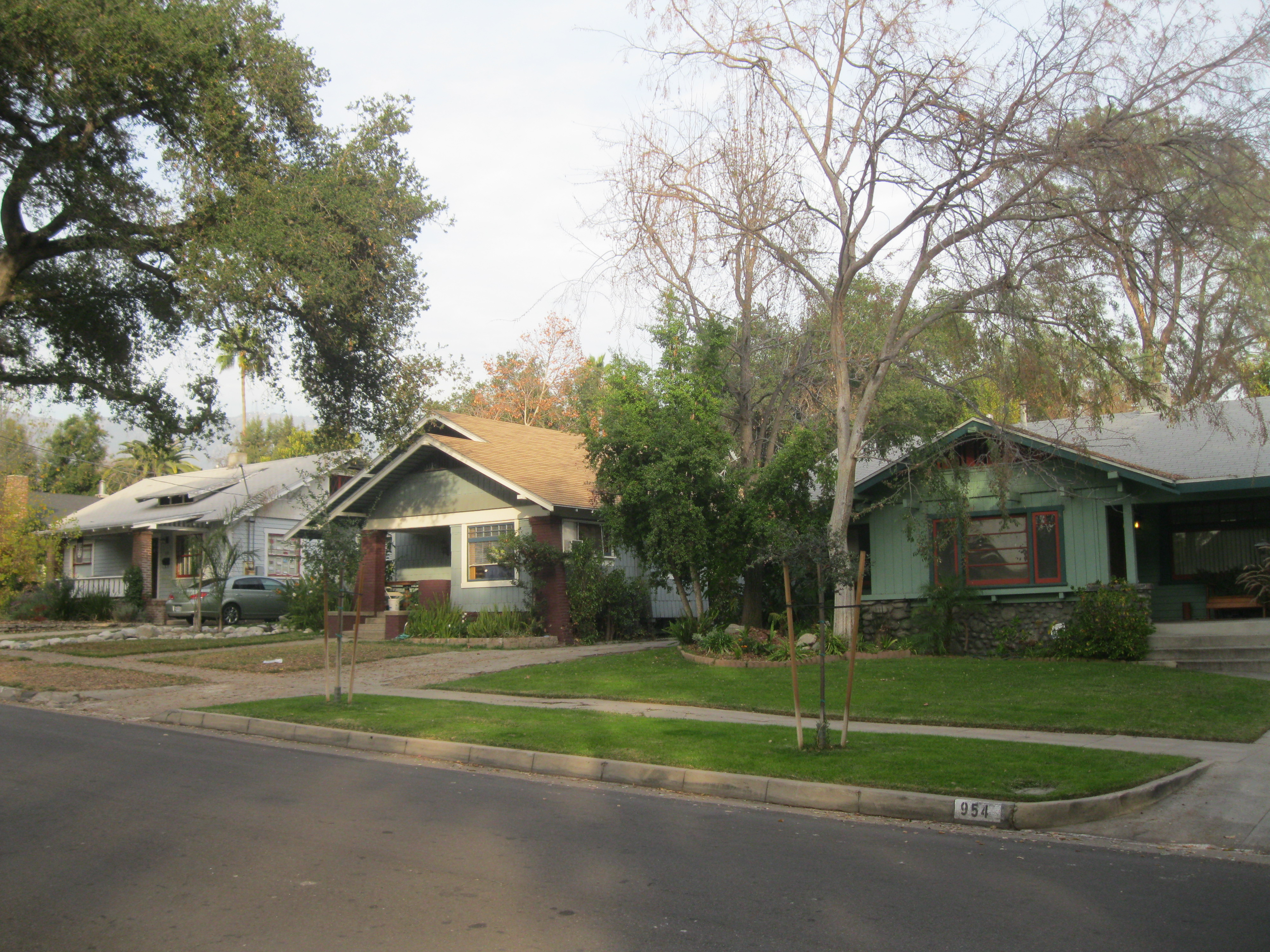
El barrio Bungalow Heaven ubicado en la ciudad de Pasadena (California) se utilizó para rodar escenas exteriores de la casa de Ed Crane

Para componer la apariencia de su personaje, Thornton observó imágenes de figuras de aquella década y tomó prestado algunos elementos de Raymond Burr y Frank Sinatra. El actor comentó al respecto que «una vez que consigues la apariencia adecuada, todo en tu actitud cambia». Cuando Ed aparece en pantalla, casi siempre se lo ve fumando un Chesterfield, un detalle de la época. Además, barberos profesionales capacitaron a Thornton y Badalucco.

#### Locaciones
Se comenzó a filmar en la abandonada Lincoln Heights Jail de Los Ángeles para ambientar una celda de una cárcel de la ciudad de Santa Rosa. Más adelante, el equipo se trasladó al Este de Los Ángeles y luego al restaurante de Hollywood Boulevard Musso & Frank Grill, donde Ed Crane se reúne por primera vez con su abogado. El rodaje continuó en Thousand Oaks durante dos días para realizar las escenas de la boda en el campo; previo a sus escenas, Michael Badalucco tuvo que practicar con cerdos para la escena en donde se monta sobre uno. A continuación, la producción volvió a Los Ángeles para filmar en una iglesia presbiteriana sobre Wilshire Boulevard y en el Centro de Los Ángeles, donde se filmó en un complejo de apartamentos que se utilizó para hacer las escenas del vestíbulo del hotel. Un Bank of America abandonado ubicado también en el centro se utilizó para las escenas en que Ed va al banco. El edificio de Nirdlingers, donde Doris trabaja como contadora, se creó a partir de una tienda de muebles abandonada ubicada de Glendale, el diseñador de producción Dennis Gassner recordó:

Tuvimos que modernizarlo en cierta forma, manteniendo lo que ya estaba en la arquitectura y haciendo que funcionara para el estilo moderno de 1949. Ese espacio era como una cantera de donde podía extraer lo que necesitaba. De hecho, utilicé algunos diseños amurados art déco de cromo que habían sido mantenidos en las paredes y varias molduras de la pared.

Parte importante de la filmación se llevó a cabo durante un día en la ciudad de Orange, que se usó para representar los exteriores del pueblo de Santa Rosa, donde se ambienta la mayor parte de la película. Aunque se rodó un solo día en Orange, el equipo trabajó más de dos semanas ambientando las calles de acuerdo al año 1949: se reemplazaron señales de tránsito, se modificaron fachadas y se realizaron reparos menores en calles. Las escenas exteriores de la casa de Ed Crane se filmaron en el barrio de Bungalow Heaven, en Pasadena, un sitio popular y económico a mediados del siglo veinte. Los Coen eligieron la casa con el techo más bajo para lograr la impresión de un espacio más reducido y así representar la situación económica del barbero. Las escenas del salón del profesor de piano también se rodaron en Pasadena, exactamente en el complejo de edificios del Hotel Green. Se usaron locaciones para filmar casi toda la película a excepción de algunas escenas, como por ejemplo las de la barbería —las últimas antes del final de la filmación— realizadas en un set construido por Gassner en los Paramount Studios.

### Música
La banda sonora de la película consiste en música clásica, principalmente sonatas para piano de Ludwig van Beethoven, intercalada con siete nuevas composiciones de Carter Burwell. Además de Beethoven, la banda sonora incluyó una composición de Mozart, «Sull'aria... che soave zeffiretto». La inclusión de la música clásica es un recurso que distingue a la película de otras del género noir. El editor musical Todd Kasow se encargó de seleccionar sonatas adecuadas para la banda sonora mientras que Burwell empezó a trabajar en una composición «pianocéntrica». Algunas de las composiciones presentan estructuras «cíclicas» que simbolizan la situación en la que se encuentra el protagonista y su dificultad para liberarse de ella, pero al mismo tiempo, los Coen sentían que era esencial para el personaje que la música sugiriese «un vago anhelo». El periodista Dan Goldwasser describió el trabajo de Burwell como «oscuro y solemne» y escribió que la composición principal, «The Trial of Ed Crane», tiene «una especie de romanticismo con un mínimo dejo de esperanza». The Man Who Wasn't There fue la novena película en la que Burwell colaboró con los hermanos Coen.
El sello Decca Records lanzó el álbum de la banda sonora el 30 de octubre de 2001. Está conformado por los siguientes catorce temas:
| N.º   | Título                                                                  | Música                                                                      | Duración |  |
| 1.    | «Birdy's 'Pathétique» (Sonata para piano n.º 8 (Beethoven))             | Jonathan Feldman                                                            | 1:17     |  |
| 2.    | «Che soave zeffiretto» (Wolfgang Amadeus Mozart)                        | Edith Mathis y Gundula Janowitz con la Ópera Alemana de Berlín de Karl Böhm | 3:33     |  |
| 3.    | «Bringing Doris Home» (Sonata para piano n.º 25 (Beethoven))            | Jonathan Feldman                                                            | 1:18     |  |
| 4.    | «I Met Doris Blind»                                                     | Carter Burwell                                                              | 1:15     |  |
| 5.    | «Ed Visits Dave»                                                        | Carter Burwell                                                              | 1:03     |  |
| 6.    | «Ed Returns Home» (Sonata para piano n.º 23 «Appassionata» (Beethoven)) | Carter Burwell                                                              | 1:57     |  |
| 7.    | «I Love You Birdy Abundas!»                                             | Carter Burwell                                                              | 0:42     |  |
| 8.    | «Nirdlinger's Swing»                                                    | Carter Burwell                                                              | 5:12     |  |
| 9.    | «Moonlight Sonata» (Sonata para piano n.º 14 (Beethoven))               | Jonathan Feldman                                                            | 2:29     |  |
| 10.   | «The Fight»                                                             | Carter Burwell                                                              | 3:01     |  |
| 11.   | «The Bank»                                                              | Carter Burwell                                                              | 1:03     |  |
| 12.   | «Adagio Cantabile» (Sonata para piano n.º 8 (Beethoven))                | Jonathan Feldman                                                            | 5:33     |  |
| 13.   | «The Trial of Ed Crane»                                                 | Carter Burwell                                                              | 3:52     |  |
| 14.   | «Andante Cantabile» (Trío para piano, Op. 97 (Beethoven))               | Beaux Arts Trio                                                             | 13:28    |  |
| 45:43 |                                                                         |                                                                             |          |  |

## Fuentes de inspiración y temáticas

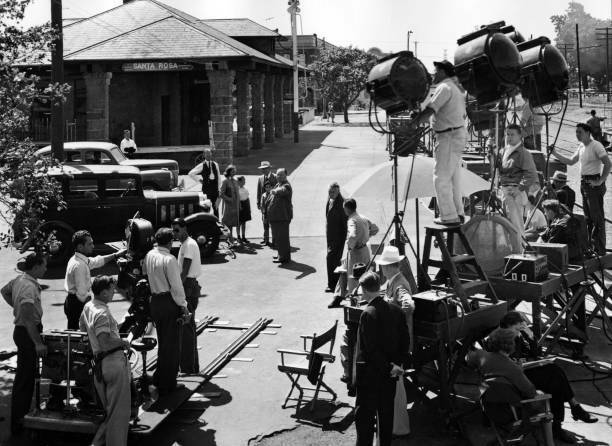
Una de las influencias de la película fue La sombra de una duda (1943), ambientada en Santa Rosa (California) al igual que The Man Who Wasn't There.

## Estreno

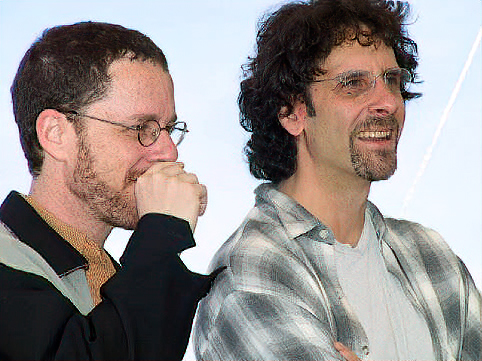
Los hermanos Coen en el estreno de la película en el Festival de Cannes 2001. Joel Coen compartió el premio del festival al mejor director con David Lynch.